# István Oláh
István Oláh (* 16. Dezember 1926 in Nádudvar, Komitat Hajdú; † 15. Dezember 1985 in Budapest) war ein ungarischer Armeegeneral und Politiker der Partei der Ungarischen Werktätigen MDP (Magyar Dolgozók Pártja) sowie schließlich der Ungarischen Sozialistischen Arbeiterpartei MSZMP (Magyar Szocialista Munkáspárt), der unter anderem zwischen 1984 und seinem Tod 1985 Minister für Landesverteidigung war.

## Leben
Oláh arbeitete zunächst in der Fabrik seines Vaters und anschließend als Schuhmachergeselle, ehe er 1947 ein Lehramtsstudium am Református Kollégium in Debrecen begann. Dieses brach er jedoch ab, nachdem er im Herbst 1947 eine Ausbildung zum Offizier an der Offiziersschule des Heeres Lajos Kossuth begann, die er 1949 als Leutnant abschloss.  1945 trat er der Kommunistischen Partei KMP (Kommunisták Magyarországi Pártja) sowie 1948 der Partei der Ungarischen Werktätigen MDP (Magyar Dolgozók Pártja) bei. Nach Verwendungen innerhalb des Heeres absolvierte er zwischen 1952 und 1954 die Militärakademie (Honvéd Akadémia) und war danach zuerst stellvertretender Kommandeur sowie von November 1955 bis 1957 Kommandeur des Ausbildungsbataillons Franz II. Rákóczi.
Nach einer anschließenden weiteren Ausbildung an der Militärschule Máté Zalka wurde Oláh 1958 Kommandeur einer Division und 1959 zum Oberst (Ezredes) befördert. Nachdem er 1964 auch einen Ausbildungsgang an der Militärakademie des Generalstabs der Streitkräfte der UdSSR beendet hatte, fungierte er zwischen 1964 und 1966 zunächst als stellvertretender Leiter und danach vom 8. September 1966 bis zum 9. Januar 1973 als Leiter der Ausbildungsabteilung der Ungarischen Volksarmee (Magyar Néphadsereg). Zugleich wurde er im September 1966 zum Generalmajor befördert.
Am 9. Januar 1973 wurde Oláh als Nachfolger von Generaloberst Károly Csémi zum Chef des Generalstabes der Volksarmee ernannt und erhielt zugleich seine Beförderung zum Generalleutnant (Vezérőrnagy). Das Amt des Generalstabschefs bekleidete er bis zum 6. Dezember 1984 und wurde während dieser Zeit am 22. März 1975 auf dem XI. Parteikongress auch zum Mitglied des Zentralkomitees (ZK) der MSZMP gewählt, dem er bis zu seinem Tod angehörte. Zugleich war er aufgrund seiner Funktion als Chef des Generalstabes auch Mitglied des Komitees für Landesverteidigung (Honvédelmi Bizottság).
1980 erfolgte seine Beförderung zum Generaloberst (Vezérezredes) und er bekleidete zugleich zwischen 1982 und seinem Tod die Position als Vizepräsident der Allianz der ungarischen Widerstandskämpfer und Antifaschisten (Magyar Ellenállók és Antifasiszták Szövetsége).
Nach einer Umbildung des Kabinetts von Ministerpräsident György Lázár wurde er am 6. Dezember 1984 Minister für Landesverteidigung (Honvédelmi Miniszter) und damit Nachfolger von Armeegeneral Lajos Czinege. Das Amt des Verteidigungsministers übte er ebenfalls bis zu seinem Tod am 15. Dezember 1985 aus und wurde noch im September 1985 zum Armeegeneral (Hadseregtábornok) befördert. Nach seinem Tod wurde Generalleutnant Ferenc Kárpáti neuer Minister für Landesverteidigung.